# Ryan Edmondson
Ryan David Edmondson, född 20 maj 2001 i Harrogate, är en engelsk fotbollsspelare (anfallare) som spelar för Carlisle United.

## Karriär
Edmondson kom till York Citys ungdomsakademi 2015 och tillbringade två år i klubben innan han gjorde sin seniordebut i National League North den 7 oktober 2017 med ett inhopp mot Brackley. Månaden därpå, den 15 november 2017, värvades han i konkurrens med flera andra klubbar av Leeds United, hans favoritlag sedan unga år. Efter att ha imponerat i den nya klubbens ungdomslag under våren debuterade den ännu 16-årige Edmondson för Leeds i Championship-säsongens sista omgång, den 6 maj 2018, i en seger med 2-0 över Queens Park Rangers.
Den 26 juli 2018 var Edmondson en av nio U23-spelare som gavs ett tröjnummer med a-laget inför säsongen 2018/2019. Den 7 augusti skrev han på en treårig kontraktsförlängning med Leeds United. Edmondsons enda match i a-laget under säsongen blev ett inhopp mot Birmingham City den 22 september 2018. Han spelade dock regelbundet i U23-laget, som vann den nationella Player Development League.
Den 31 juli 2020 lånades Edmondson ut till skotska Aberdeen på ett låneavtal fram till januari 2021. Den 14 januari 2021 lånades han ut till Northampton Town på ett låneavtal över resten av säsongen 2020/2021. Den 11 juni 2021 lånades Edmondson ut till League One-klubben Fleetwood Town på ett låneavtal över säsongen 2021/2022. Den 4 januari 2022 lånades han istället ut till Port Vale på ett låneavtal över resten av säsongen.
Den 23 juni 2022 värvades Edmondson av Carlisle United, där han skrev på ett tvåårskontrakt.